# Румелия (област)
 Тази статия е за цялата историческа област.  За административната единица в Османската империя, вижте Румелийски еялет.  
Румелия (на турски: Rumeli, в превод „Страна на ромеите“) е исторически термин, който описва територията, която в съвремието се нарича Балкани или Балкански полуостров, по времето, когато се администрира от Османската империя.
Етимологията на името Румелия произлиза от арабското название за Източната римска империя – Рум (т.е. Рим). Първоначално седалището на управителя (с титла бейлербей) е в Пловдив, по-късно е в София, а от 1836 г. (когато провинцията обхваща само земите на Западна Македония и Албания) главен град става Битоля.
Около 1600 г. добитото сребро в рудниците на Румелия се изчислява на около 50 тона годишно.
През 1717 г. лейди Мери Монтагю пише, че селяните в Румелия познават „един вид изобилие, защото толкова обширни земи остават в общо владение и те имат свободата да сеят по свое желание, а те като цяло са много трудолюбиви земеделци“.
През 1833 г. Дейвид Ъркърт пише, че в никоя част на Европа не е видял селска класа, която да се радва на подобно охолство като това, което често наблюдава при раята на Румелия.
През XIX век според Робърт Уолш е много обичайно за Румелия наличието на големи гробища далеч от населени места. Той пише, че град има на всеки 50 мили и село на всеки 10. Той описва Румелия като необитаема и необработваема страна.
Названието Румелия временно изчезва след административните реформи през 1864 г. В съответствие с Берлинския договор е образувана автономната провинция Източна Румелия от санджаците Стара Загора, Сливен, Пловдив и (частично) Одрин през 1878 г.
В по-ново време названието Румелия се употребява само за областта Тракия.
На европейския бряг на Босфора е построена крепостта Румели хисар. Тя е издигната от султан Мехмед II в средата на XV в., за да попречи на обсадения Константинопол да се запасява по море. Името на крепостта означава именно Римска крепост.